# Соммарива-Перно
Соммарива-Перно (итал. Sommariva Perno) — коммуна в Италии, располагается в регионе Пьемонт, в провинции Кунео.
Население составляет 2820 человек (2019 г.), плотность населения составляет 162 чел./км². Занимает площадь 17 км². Почтовый индекс — 12040. Телефонный код — 0172.
В коммуне особо почитаем святой Крест Господень. Праздник — 22 сентября.

## Демография
Динамика населения:

## Администрация коммуны
- Официальный сайт: http://www.comune.sommarivaperno.cn.it